# أنا الحقير
أنا الحقير (بالإنجليزية: Despicable Me) فيلم رسوم متحركة ثلاثي الأبعاد من نوع كوميدي من إنتاج إستديو إليمونيشن للترفيه ومن توزيع شركة يونيفرسل ستوديوز ومن إخراج كريس ريناود تم إصداره في 9 يوليو 2010 (الولايات المتحدة الأمريكية). وهو أول فيلم أنتجته إستديو الإضاءة للترفية.

## القصة
تدور أحداث القصة حول شخص يدعا (غرو) وهو من أكبر الاشرار في العالم. واشتهر (غرو) بارتكابه مختلف الجرائم البشعة، ومنها سرقة تمثال الحرية الأمريكي المشهور (النسخة الصغيرة من لاس فيغس)، واكتشف أن هناك شريرا شابا أخبث وأمكر منه يحمل اسم (فيكتور) استطاع أن يخلعه عن عرش "ملك الأشرار بسرقته الهرم الأكبر، فقرر (غرو) ارتكاب جريمة لم يسبق لها مثيل في تاريخ الإجرام، وهي سرقة القمر، ولكن عرقلت تنفيذها ثلاث فتيات صغيرات يتيمات، (اضطر غرو) إلى رعايتهن.

## وصلات خارجية
- أنا الحقير على موقع IMDb (الإنجليزية)
- أنا الحقير على موقع ميتاكريتيك (الإنجليزية)
- أنا الحقير على موقع الموسوعة البريطانية (الإنجليزية)
- أنا الحقير على موقع روتن توميتوز (الإنجليزية)
- أنا الحقير على موقع نتفليكس (الإنجليزية)
- أنا الحقير على موقع قاعدة بيانات الأفلام العربية
- أنا الحقير على موقع ألو سيني (الفرنسية)
- أنا الحقير على موقع Turner Classic Movies (الإنجليزية)
- أنا الحقير على موقع أول موفي (الإنجليزية)
- أنا الحقير على موقع بوكس أوفيس موجو (الإنجليزية)